# Дикань, Андрей Александрович
 Андре́й Алекса́ндрович Дика́нь (укр. Андрій Олександрович Дикань; род. 16 июля 1977, Харьков) — украинский и российский футболист, вратарь.

## Клубная карьера
В сезоне 1994/95 находился в составе кировоградской «Звезды», выступавшей в первой лиге Украины, однако на поле ни разу не появился. Начинал выступать за Институт физкультуры (Харьков). В середине сезона 1995/96 перешёл в «Авангард-Индустрию» (Ровеньки), где играл до 1998 года. Провёл один матч в качестве полевого игрока, забив 2 гола: «Играл во второй украинской лиге за „Авангард-Индустрию“ из города Ровеньки, был железным запасным. Мне говорят: „Побегаешь в поле?“. „Если надо — побегаю“, — отвечаю. Ну и побегал минут двадцать. Случайно забил. Оба — ногой».
В 1999 году переехал в Хабаровск, где играл несколько сезонов за клуб «СКА-Энергия». В 2001 году Диканя звали в московский «Локомотив», но он предпочёл остаться в Хабаровске. В том же году получил российское гражданство.
С 2004 по 2007 год выступал за краснодарскую «Кубань». По словам самого Диканя, в тот момент, по причинам временного ухудшения здоровья, он едва не окончил свою футбольную карьеру, так как на его место встал Владимир Габулов, а сам он просидел на скамейке запасных почти весь сезон.
В январе 2008 года перешёл в симферопольскую «Таврию». За крымский клуб сыграл в чемпионате Украины 24 матча, пропустив в сезоне-2008 36 мячей. Помимо этого, принял участие в одной игре за Кубок Украины, которую отыграл «на ноль».

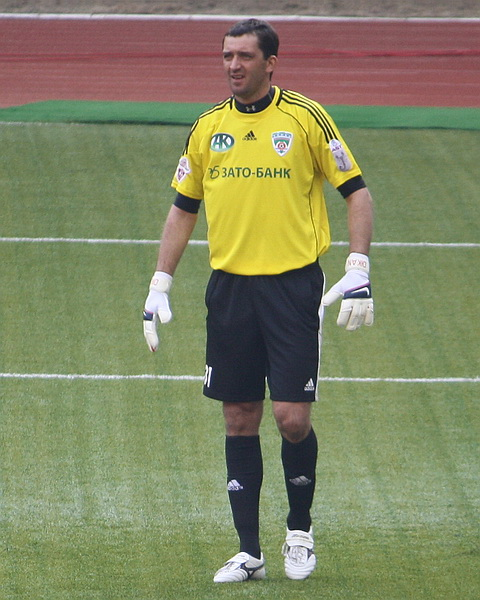
Дикань в составе «Терека»

Годичный контракт истёк в декабре 2008 года. Дикань передумал продлевать контракт с клубом и перешёл в российский клуб Премьер-лиги «Терек».

### Переход в «Спартак»
25 августа 2010 года появилась информация о возможном переходе Диканя в московский «Спартак». 26 августа «Терек» предложил обменять Диканя на аренду вратаря «Спартака» Сослана Джанаева. 27 августа 2010 Дикань официально перешёл в «Спартак». 11 сентября Дикань дебютировал в составе «Спартака» в игре с «Сатурном», в которой его команда победила 2:1. 16 сентября впервые сыграл в Лиге чемпионов: его команда победила «Марсель» со счётом 1:0, впервые за 10 лет не пропустив гола в этом турнире; главный тренер «Спартака» Валерий Карпин сказал: «Какую оценку я поставлю Диканю? По десятибалльной системе? Тогда 11». 20 сентября в матче с клубом «Спартак-Нальчик» Дикань отбил пенальти, а его команда победила 2:0. 27 октября в матче против «Зенита» (1:0) из-за травм Алекса и Паршивлюка впервые получил капитанскую повязку. Всего за первый сезон в «Спартаке» провёл 18 матчей и пропустил 19 голов. Сам голкипер сказал: «Для себя рассматриваю минувший сезон как один из лучших в карьере на данный момент. А для „Спартака“… Что я могу сказать: всё, что могли, проиграли».
Весной Дикань действовал не столь уверенно: после двух удачных матчей в Лиге Европы с «Аяксом» последовали два поражения от «Порту», где он пропустил 10 голов. Впоследствии получил травму, а затем и лишился позиции основного вратаря «Спартака», уступив её Николаю Заболотному. Лишь летом голкипер вновь стал на «пост номер один» в команде и стал действовать уверенно. По итогам года был признан лучшим игроком «Спартака».
Сезон 2013/2014 начал на скамейке запасных, так как стал считаться легионером. 27 февраля 2014 года Диканя вновь признали россиянином: он не был заигран за сборную Украины в официальных матчах. 30 марта 2014 года провёл свой первый полноценный матч в сезоне 2013/2014 против «Локомотива» (0:0). Всего за сезон провёл 6 матчей.

#### Травма 31 марта 2012
31 марта 2012 года в матче с «Зенитом» Дикань в столкновении получил удар по лицу от форварда команды соперника Александра Кержакова, из-за чего был вынужден попросить замену. В больнице у голкипера были диагностированы множественные переломы костей лицевого скелета: перелом правой орбитальной кости, перелом правой скуловой кости, перелом верхней челюсти справа со смещением, а также сотрясение мозга и закрытая черепно-мозговая травма. Кержаков со своей стороны заявил: «С моей стороны не было злого умысла, и нанести травму Диканю я не хотел. Просто была очень высокая скорость, и я физически не успел убрать ногу. Не думаю, что есть повод для моей дисквалификации». Из-за этой травмы постоянный игрок сборной Украины вынужден был пропустить Евро-2012.

### Переход в «Краснодар»
16 июня 2014 года Дикань на правах свободного агента стал игроком «Краснодара», заключив соглашение на два года.
21 мая 2016 года в конце матча «Краснодар» — «Амкар» объявил о завершении карьеры в профессиональном футболе.

## Карьера в сборной

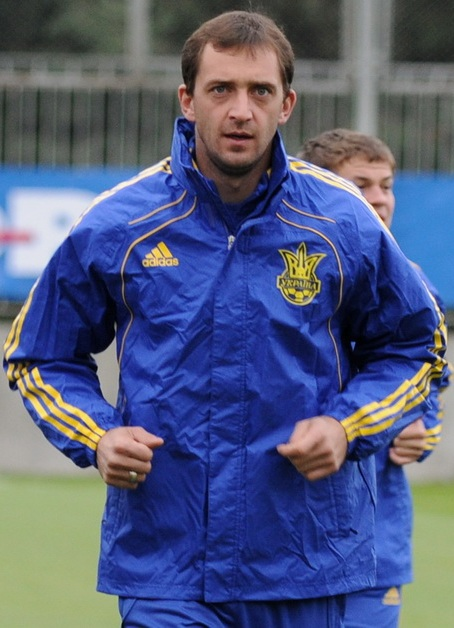
Дикань в составе сборной Украины

В 2010 году сборная Украины начала подготовку к финальной части Чемпионата Европы по футболу 2012, в которую попала на правах хозяйки турнира. Готовить сборную к этому турниру начал Мирон Маркевич. На первый же сбор национальной команды в этом цикле не приехал один из основных кандидатов на позицию вратаря Александр Шовковский, который проходил курс реабилитации; другой вратарь, игравший в предшествующем цикле — Станислав Богуш — не имел практики и также не восстановился после травмы.
На сбор были вызваны Андрей Пятов (будущий основной вратарь сборной), Александр Горяинов (провёл несколько матчей) и Андрей Дикань (ранее не вызывался). В тренировочной игре сборной с командой «Нефтяник-Укрнафта» тренер дал Диканю сыграть около 30 минут — столько же, сколько и каждому другому вратарю. 2 июня 2010 года Дикань дебютировал в сборной, отыграв «на ноль» весь товарищеский матч против сборной Норвегии (1:0). Всего он провёл 8 игр за сборную Украины в рамках подготовки к Евро-2012, но из-за травмы в чемпионате России пропустил турнир.
В связи с тем, что Дикань играл за сборную Украины только в товарищеских матчах, с 2014 года он сменил спортивное гражданство и получил право теоретически вызываться и в сборную России, хотя этим правом так и не воспользовался.

## Забитые мячи
Является вратарём-бомбардиром. В «СКА-Энергии» являлся штатным пенальтистом и в сезоне 2000 забил шесть мячей. В первом дивизионе отличился трижды, при этом в стартовом туре не забил пенальти в игре с «Химками». Большую часть голов забил с пенальти, хотя отличался и с игры.

## Тренерская карьера
Перед началом сезона 2020/21 стал тренером вратарей в харьковском «Металле», который заявился на розыгрыш Второй лиги Украины.

## Достижения

### Командные
«Спартак»
- Серебряный призёр Чемпионата России: 2011/12

«Краснодар»
- Бронзовый призёр Чемпионата России: 2014/15

### Личные
- Лучший вратарь первого российского дивизиона: 2005
- В Списках 33 лучших футболистов чемпионата России: № 3 (2010)
- Лучший вратарь чемпионата России по версии газеты «Советский Спорт»: 2011/12
- Награда «Золотой кабан» от болельщиков ФК «Спартак»: 2011/12
- Футбольный джентльмен года в России: 2012

## Личная жизнь
Дикань женат. Дочь Алиса родилась в 2006 году, сын Арсений в 2010 году.

## Статистика

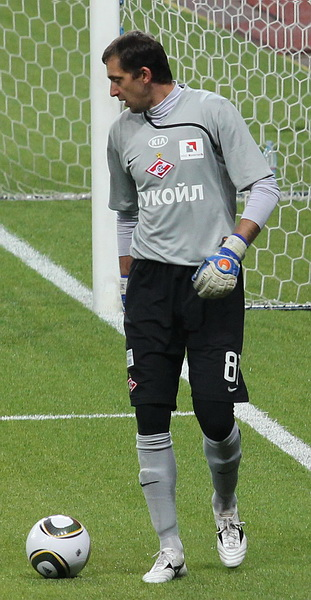
Дикань в составе «Спартака»

### Клубная
| Сезон   | Клуб               | Лига            | Чемпионат | Чемпионат | Кубок | Кубок | Еврокубки | Еврокубки | Еврокубки |
| Сезон   | Клуб               | Лига            | Игры      | Голы      | Игры  | Голы  | Турнир    | Игры      | Голы      |
| ------- | ------------------ | --------------- | --------- | --------- | ----- | ----- | --------- | --------- | --------- |
| 1995/96 | Авангард-Индустрия | Вторая лига     | 9         | −?        | 0     | 0     | —         | —         | —         |
| 1996/97 | Авангард-Индустрия | Вторая лига     | 5         | −?/1      | 0     | 0     | —         | —         | —         |
| 1997/98 | Авангард-Индустрия | Первая лига     | 7         | −?/1      | 0     | 0     | —         | —         | —         |
| 1999    | СКА (Хабаровск)    | Второй дивизион | 22        | −14       | 0     | 0     | —         | —         | —         |
| 2000    | СКА-Энергия        | Второй дивизион | 23        | −19       | 0     | 0     | —         | —         | —         |
| 2001    | СКА-Энергия        | Второй дивизион | 30        | −17/6     | 2     | −1    | —         | —         | —         |
| 2002    | СКА-Энергия        | Первый дивизион | 30        | −32/2     | 0     | 0     | —         | —         | —         |
| 2003    | СКА-Энергия        | Первый дивизион | 27        | −34/1     | 2     | −4    | —         | —         | —         |
| 2004    | Кубань             | РФПЛ            | 13        | −19       | 3     | −2    | —         | —         | —         |
| 2005    | Кубань             | Первый дивизион | 40        | −24       | 1     | 0     | —         | —         | —         |
| 2006    | Кубань             | Первый дивизион | 41        | −24       | 0     | 0     | —         | —         | —         |
| 2007    | Кубань             | РФПЛ            | 1         | −2        | 0     | 0     | —         | —         | —         |
| 2007/08 | Таврия             | Премьер-лига    | 12        | −14       | 0     | 0     | —         | —         | —         |
| 2008/09 | Таврия             | Премьер-лига    | 12        | −25       | 1     | 0     | КИ        | 0         | 0         |
| 2009    | Терек              | РФПЛ            | 29        | −44       | 1     | −2    | —         | —         | —         |
| 2010    | Терек              | РФПЛ            | 20        | −16       | 0     | 0     | —         | —         | —         |
| 2010    | Спартак (Москва)   | РФПЛ            | 12        | −9        | 0     | 0     | ЛЧ        | 6         | −10       |
| 2011/12 | Спартак (Москва)   | РФПЛ            | 32        | −33       | 3     | −3    | ЛЕ / ЛЕ   | 7 / 2     | −13 / −5  |
| 2012/13 | Спартак (Москва)   | РФПЛ            | 19        | −30       | 0     | 0     | ЛЧ        | 4         | −8        |
| 2013/14 | Спартак (Москва)   | РФПЛ            | 6         | −7        | 0     | 0     | ЛЕ        | 0         | 0         |
| 2014/15 | Краснодар          | РФПЛ            | 25        | −21       | 0     | 0     | ЛЕ        | 8         | −13       |
| 2015/16 | Краснодар          | РФПЛ            | 9         | −6        | —     | —     | ЛЕ        | 6         | −6        |

### В сборной
| № | Дата            | Оппонент   | Счёт | Пропущено голов | Соревнование      |
| 1 | 2 июня 2010     | Норвегия   | 1:0  | —               | Товарищеский матч |
| 2 | 7 сентября 2010 | Чили       | 2:1  | 1               | Товарищеский матч |
| 3 | 11 октября 2010 | Бразилия   | 0:2  | 2               | Товарищеский матч |
| 4 | 1 июня 2011     | Узбекистан | 2:0  | —               | Товарищеский матч |
| 5 | 10 августа 2011 | Швеция     | 0:1  | 1               | Товарищеский матч |
| 6 | 15 ноября 2011  | Австрия    | 2:1  | 1               | Товарищеский матч |
| 7 | 29 февраля 2012 | Израиль    | 3:2  | 2               | Товарищеский матч |

Итого: 7 матчей / 7 пропущенных голов; 5 побед, 0 ничьих, 2 поражения.